# Пробуждение в Пенсаколе
Пробуждение в Пенсаколе — религиозное движение среди христиан (в основном протестантов), начавшееся в 1995-м году в американском городе Пенсакола, в пятидесятническом храме «Ассамблей Божьих». Сообщается, что в течение пяти лет этот храм посетило более 4-х миллионов человек, 200 000 из которых стали новообращёнными христианами. Пробуждение характеризовалось усиленным ударением на покаяние, святую жизнь и борьбу с грехом, в результате чего в веру было обращено значительное количество наркоманов, алкоголиков и проституток, а уровень преступности в округе снизился на 13%. 
Религиозное движение в Пенсаколе вызвало в христианских кругах двойственное отношение. В то время, как пятидесятники и харизматы проявили одобрительное отношение, представители других деноминаций сочли возрождение истеричным и даже духовно опасным.

## Предыстория
В 1982-м году пятидесятнический служитель Джон Килпатрик стал пастором церкви «Ассамблей Божьих» в городе Пенсакола. Со временем его община стала испытывать количественный рост, поэтому в 1989-м году он предпринялся за построение нового церковного здания в западной части города. В 1992-м году строительство завершилось, однако, вместе с появлением большого современного храма, Килпатрик стал ощущать некую пустоту, разочарование и духовную неудовлетворённость. Желая «заполнить» каменное сооружение Богом, Джон и его паства решили, что церковь необходимо привести в соответствие со стихом из Евангелия от Марка 11:17, где сказано, дом Божий является «домом молитвы». По этой причине, воскресные богослужения были заменены на молитвенные собрания, которое состояли из 12 молитвенных групп. Одна из этих групп взяла на себя обязательство молиться конкретно о пробуждении, в то время каждая другая группа выполняла другие молитвенные «задания». 
Немногим спустя, до общины дошло известие об одном пророчестве, которое в 1991-м году изрёк известный южнокорейский служитель Йонги Чо. По словам пастора Йонги, Бог сказал ему: «Я пошлю пробуждение в прибрежный город Пенсакола, и оно будет распространяться как огонь до тех пор, пока не поглотит всю Америку». Как утверждается, приблизительно в это же самое время один евангелист по имени Рубен Дик, нанеся визит к Джону Килпатрику, предсказал, что в его церковь придёт пробуждение, которое привлечёт людей со всего мира.
Ухватившись за эту весть, теперь все 12 молитвенных групп объединились вокруг усиленной молитвы о пробуждении. По словам пастора Килпатрика, он также молился о пробуждении, уединяясь в храме каждую субботу.

## Начало пробуждения
По прошествии двух лет в церковь Браунсвилла был приглашён путешествующий евангелист по имени Стив Хилл, для произнесения проповеди ко дню отца. В то праздничное утро, 18 июня 1995 года, Хилл рассказал слушателям о необычном духовном переживании, которое он недавно испытал в англиканской церкви «Святой Троицы» в Бромптоне (данная церковь была затронута Торонтовским движением). И теперь он спрашивал у общины, жаждет ли кто из присутствующих «освежения в Духе Святом». Внезапно более 1000 рук поднялось вверх. Хилл на мгновение опешил, не зная как реагировать. Поразмыслив, он призвал желающих выйти вперёд, чтобы помолиться за каждого человека с возложением рук. В тот момент, по словам Стива Хилла, «Дух Святой начал двигаться».
Тогда пастор Килпатрик публично объявил собранию: «Я ещё никогда не чувствовал силы Божьей как сейчас. Я говорю вам, есть сила на этом месте, слава Божья. Не бойтесь. Просто принимайте её!». Сообщается, что после того, как пастор произнёс эти слова, одни люди стали падать, другие - плакать или смеяться, а дети - петь и кричать к Иисусу. Сам же Килпатрик тем временем, обессилившись под «помазанием» Святого Духа», провёл лёжа на полу 4 часа подряд (впоследствии Килпатрик признавался, что ему потребовалось три месяца, чтобы выйти из этого состояния: «Мне потребовалось три месяца, чтобы привыкнуть к Божьей славе, чтобы я мог молиться за людей. Для этого потребовалось целых три месяца. Я сам не ел, сам не одевался, всё делали за меня»).
В конечном итоге, утреннее служение в  день отца окончилось в 16.00, а вечернее - продлилось до полуночи. По просьбе прихожан, Стив Хилл задержался в церкви Браунсвилла на второй день, затем - на третий, четвертый, пятый и так далее. В конце концов, ему пришлось сдвинуть планы, а затем и вовсе отказаться от них.
Вскоре, по причине возрастающего влияния, происходящее в церкви закрепило за собой статус пробуждения и стало известно, как «Браунсвилльское пробуждение», или «пробуждение в Пенсаколе». С первых же дней религиозное движение в Пенсаколе стало во многом схоже с предшествующим ему «пробуждением в Торонто». Подобно своему предшественнику, Браунсвилльское пробуждение характеризовалось необычными экстатическими переживаниями, а также многочисленными заявлениями об исцелениях и о сверхъестественных освобождениях от наркотической зависимости.

## Последствия и дельнейшее влияние
В пятидесятнических кругах весть о начавшемся пробуждении стала распространяться почти сразу же, поэтому уже вскоре храм, рассчитанный на 2300 человек, перестал вмещать всех желающих. Сообщается, что для того, чтобы попасть внутрь, людям порой приходилось занимать очередь за несколько часов до начала служения. Чтобы справиться с потоком посетителей, церковь выкупила прилегающее здание. Таким образом, посредством трансляций в соседнем здании, а также в часовне, кафетерии и хоровой комнате, вскоре церковь Браунсвилла могла принимать до 4200 человек за день.
По прошествии нескольких месяцев, религиозное движение стало освещаться в СМИ. Местное издание «Pensacola News Journal» дала следующее описание происходящему: «Каждый вечер впервые приходят, по крайней мере, 1500 человек. "Освежение от Господа", разрушая барьеры, привлекает евреев, мормонов, баптистов, методистов, католиков и епископальных верующих, независимых и других пятидесятнических церквей из области вокруг Пенсаколы и из-за её пределов».
По некоторым данным, до сентября 1995 года церковь "Ассамблей Божьих Браунсвилла" приняла 116 000 посетителей. Из них 35 000 человек пришли впервые, и около 5 000 заявили, что отдали свою жизнь Иисусу. Среди посещавших служения были так же верующие и пастора из-за границы, которые принимали «огонь» и затем возвращались затем в свои общины, что приводило к вспышке мини-возрождений. В ноябре 1995 года около 700 пасторов из разных штатов США стали участниками пасторской конференции в Браунсвилле. 
В январе 1997 года при церкви открылась "Школа служителей Браунсвилльского Пробуждения" со 120 студентами (к 2000-му году это число возросло до тысячи), почти треть из которых составили бывшие наркоманы. Весной того же года был заложен первый камень будущего здания церкви на 5 000 мест. 
К 6 января 1998 года общее число посетивших собрания достигло 2 142 571 человек. Богослужения проводились четыре раза в неделю. Каждый четверг и пятницу в церкви осуществлялось водное крещение новообращённых.
Основная часть возрождения закончилась в 2000 году, когда евангелист Стив Хилл перешел к другим работам. В 2003 году Хилл основал церковь в Далласе (где принялся служить в качестве пастора), а пастор Килпатрик ушёл в отставку, чтобы сформировать собственную евангелизационную ассоциацию. До 2006 года церковь Браунсвилла продолжала проводить специальные службы в пятницу вечером, которые считались продолжением возрождения.

## Результаты
Согласно статистике, за всё время пробуждения (1995-2000 гг.) уровень преступности в округе снизился на 13%, а в 1996 году подростковая преступность упала на 14%. Перед тем, как началось возрождение, в обычной школе данной местности было, в среднем, по три христианских группы студентов, а после - до сорока двух. Управляющий окружным отделом образования написал газетную статью, в которой он отметил позитивные изменения в учебном процессе благодаря пробуждению. В общей сложности, в период с 1995-го по 2000-й год в Браунсвилле порядка 200 000 человек заявили о том, что отдали свою жизнь Иисусу Христу. Большинство из тех, кто покаялся, были моложе 25 лет.
Пробуждение в Браунсвилле оказало прямое воздействие на возникновения ещё одного движения, ставшего известным как «излияние в Смистоне» (англ. Smithton outpouring). Новое мини-пробуждение началось 24 марта 1996 года в городе Смистон (штат Миссури). Примечательным в этом пробуждении являлось то, что количество посещающих служения часто превышало число жителей Смистона. Вместимость этой церкви составляла немногим более 500 мест, и за 2,5 года её посетило от 200 до 250 тысяч человек.
Помимо того, что возрождение в Пенсаколе «зажгло» общину Смистона, оно также оставило след в пробуждении в Лейкленде. В 2008-м году пастор Джон Килпатрик и евангелист Стив Хилл были теми людьми, которые публично возложили руки на Тодда Бентли и благословили его, как назначенного Богом руководителя Лейклендским пробуждением.

## Критика
В основном, Браунсвилльское возрождение подвергалось критике из-за своей причастности к пробуждению в Торонто. Исследователи утверждают, что родословная обоих  вышеупомянутых возрождений тянется к так называемому «смеющемуся пробуждению», которое родилось в 1993-м году в служении Родни Ховард Брауна. Некоторые исследователи настаивают на том, что характерные для этих пробуждений экстатические переживания имеют оккультное происхождение и не являются библейскими. В своей книге «Пир огня», пастор Джон Килпатрик, говоря об экстраординарных экстатических проявлениях в Браунсвилле, выделил следующие: падения на пол; трясение, подергивания или дрожание; стоны и родовые муки; низкие наклоны; глубокие рыдания и плач; смех; состояние покоя и неподвижности; состояние «опьянения» в Духе; видения и сны и др.. Хэнк Ханеграафф, автор книги «Поддельное возрождение», раскритиковал эти физические проявления, отнеся их к языческим практикам.